# Blå brännmanet
Den blå brännmaneten (Cyanea lamarckii) eller blåklintsmaneten, är en art i djurgruppen maneter.

## Kännetecken
Den kan bli upp till 30 centimeter i diameter, men högst 20 centimeter i svenska vatten. Den har kortare tentakler än den röda brännmaneten och bränns inte lika mycket.

## Utbredning
Arten finns i svenska vatten i Nordsjön, Skagerack och norra Kattegatt där den lever pelagiskt.

## Bildgalleri

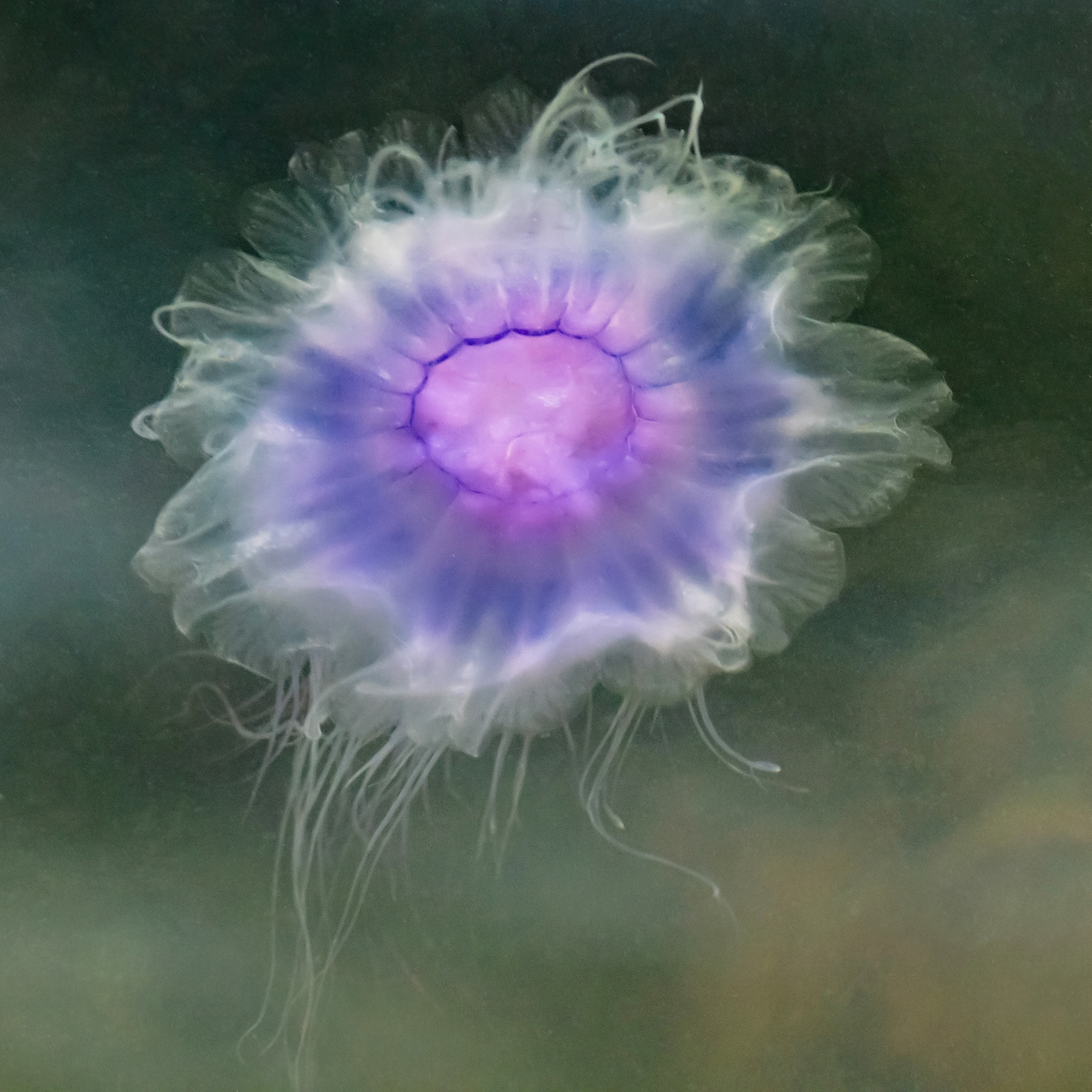
Utspärrad
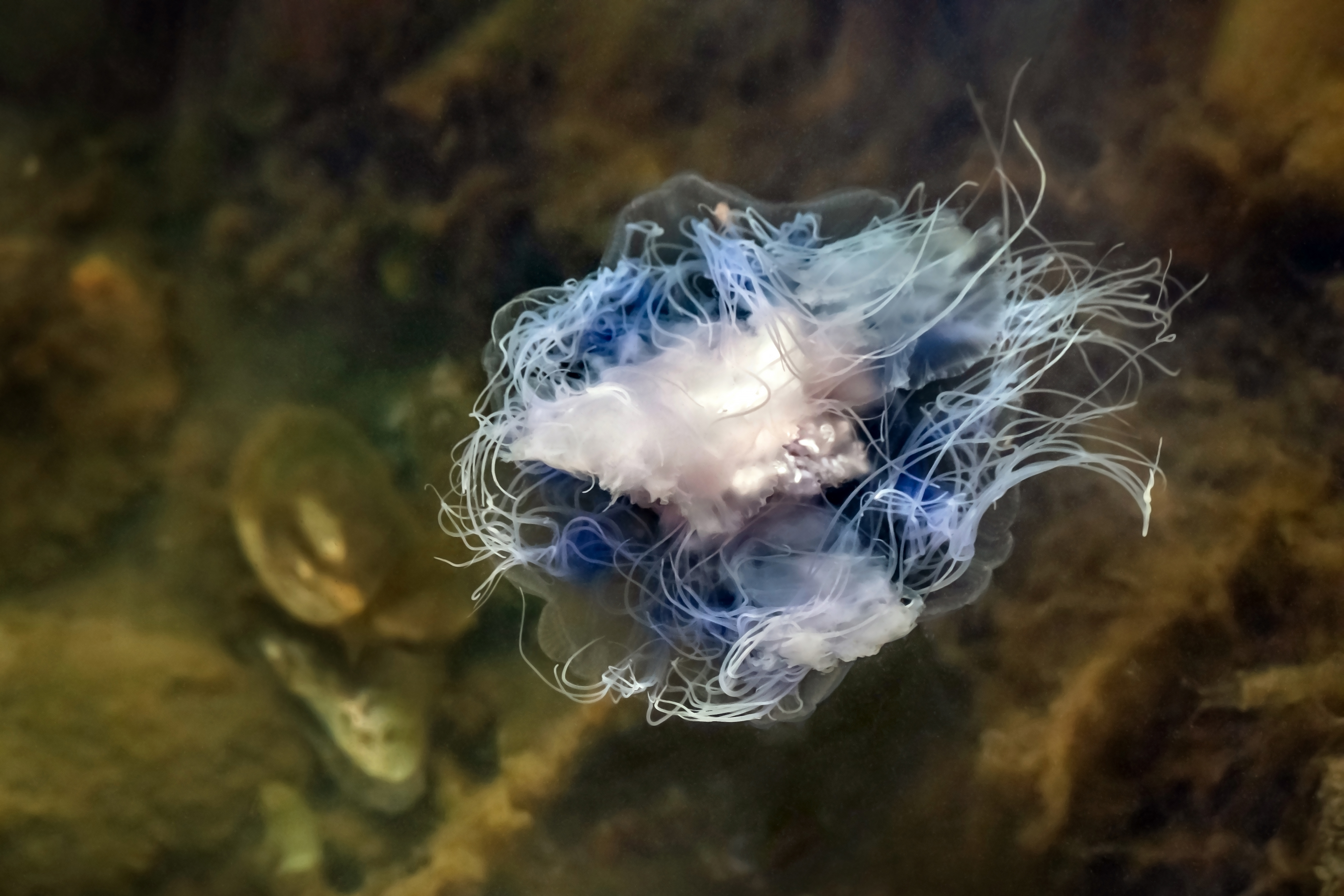
Undersida
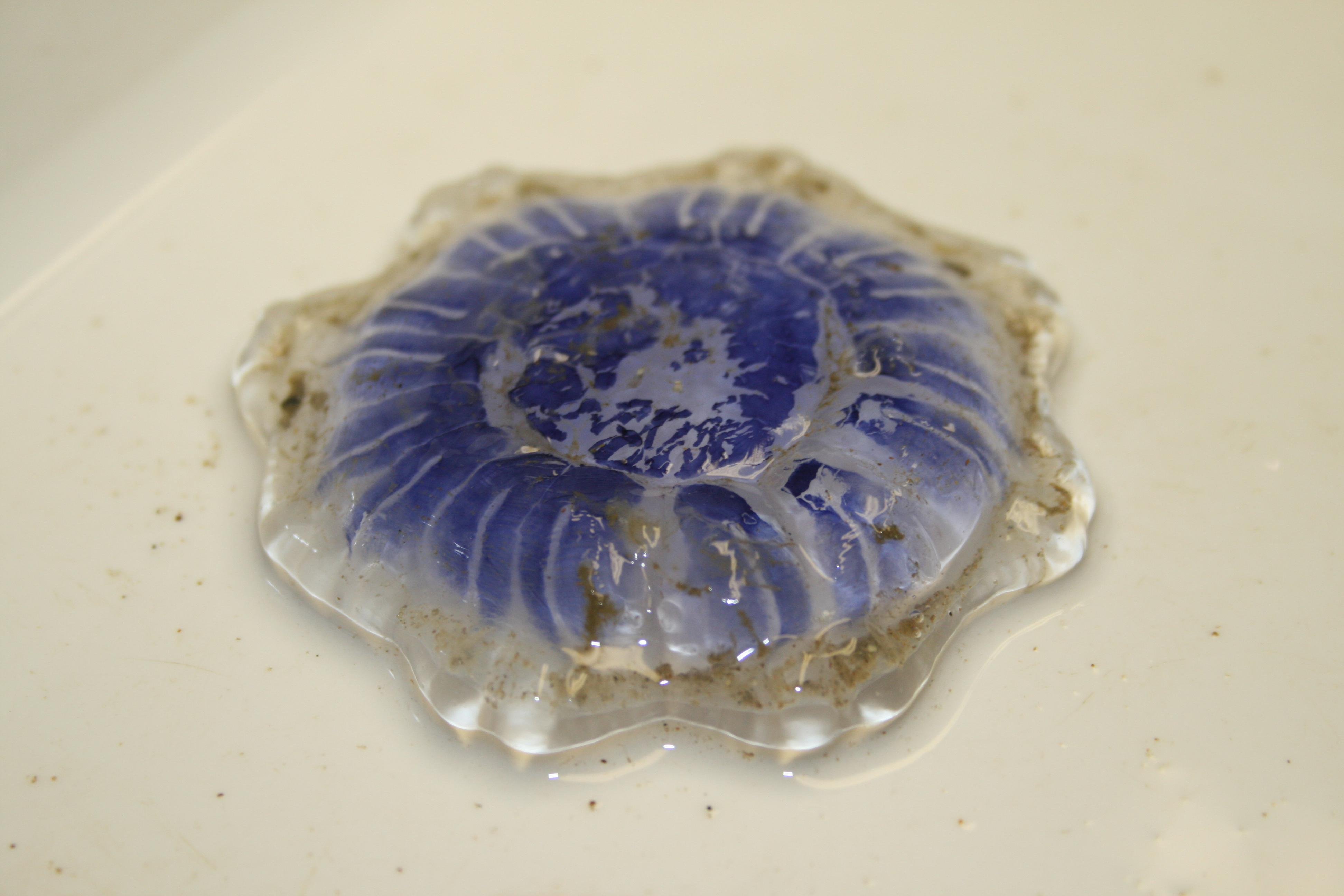
Död blå brännmanet